# Vương triều thứ Chín của Ai Cập
Vương triều thứ Chín của Ai Cập cổ đại (ký hiệu: Triều IX) cùng với các Vương triều thứ Bảy, thứ Tám, thứ Mười và thứ Mười một, nó là vương triều đầu tiên trong Thời kỳ Chuyển tiếp đầu tiên. Vương triều IX và X bắt đầu từ năm 2160 đến 2025 trước Công nguyên.

## Pharaon
| Tên vua           | Ghi chú |
| ----------------- | ------- |
| Wakhare Khety I   |         |
| Merykare I        |         |
| Neferkare III     |         |
| Wankhare Khety II |         |